# Parapristipomoides
Genre
Parapristipomoides est un genre de poissons de la famille des Lutjanidae.

## Liste des espèces
- Parapristipomoides squamimaxillaris (Kami, 1973)